# Casimir Huber
Casimir Huber (* 1. Februar 1915 in Zug; † 17. April 1974 in Siena) war ein Schweizer Politiker (LdU).
Huber war von 1955 bis 1962 im Berner Grossrat und von 1962 bis 1971 als Nachfolger von Gottlieb Duttweiler im Nationalrat. Huber war ein namhafter Förderer der Erwachsenenbildung.